# 서울 지장암 대웅전 목조석가여래좌상 및 복장유물
서울 지장암 대웅전 목조석가여래좌상 및 복장유물(서울 地藏庵 大雄殿 木造釋迦如來坐像 및 服藏遺物)은 서울특별시 종로구 창신동에 있는, 조선시대의 불상 및 복장유물이다. 2012년 3월 22일 서울특별시의 유형문화재 제330호로 지정되었다.

## 개요
이 불상은 복장에서 조성 원문이 발견되어 원래 순치 10년(1653) 전라남도 고흥 불대사에 봉안되었던 석가삼세불(석가, 약사, 아미타불) 가운데 중앙석가불상이며, 조각승 희장이 수화승을 맡아 여섯 명의 조각승과 함께 조성한 불상이다.
이 불상은 보존상태가 양호하고 조성시기와 원 봉안사찰, 조각가를 알 수 있는 17세기 중엽의 불상으로, 조각적으로도 매우 우수하다.

## 같이 보기
- 지장암

## 참고 자료
- 지장암 대웅전 목조석가여래좌상 및 복장유물 - 국가유산청 국가유산포털